# Gräberfeld von Döserygg
Koordinaten: 55° 26′ 50,2″ N, 13° 1′ 48,7″ O

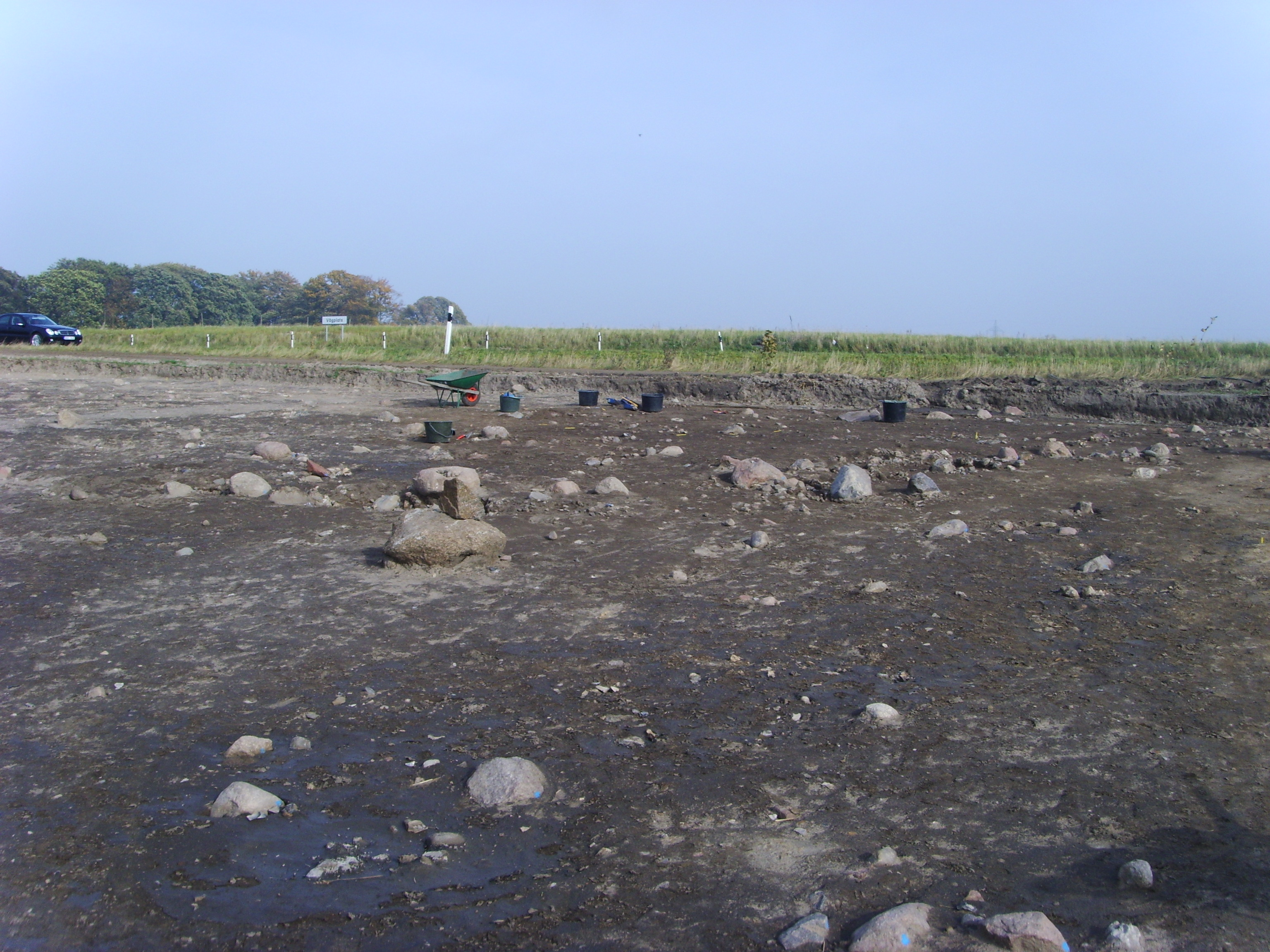
Ausgrabung das Gräberfeldes 2008

Das Gräberfeld von Döserygg südwestlich des Dorfes Södra Håslöv nördlich von Trelleborg in Schonen in Schweden wurde ab 2007 im Zuge der Trassenuntersuchung der Europastraße 6 entdeckt und ausgegraben. 
Auf einer Fläche von 33.000 m² wurden 14 abgetragene Megalithanlagen aus der Jungsteinzeit (3500–2800 v. Chr.) gefunden, die in acht Rund- und sechs Langhügeln (Hünenbetten) entlang einer vorzeitlichen mit einer Doppelreihe aus Steinmaterial markierten Prozessionsstraße lagen, die von mannshohen Baumstämmen flankiert war. Ihr Anfang und Ende liegen außerhalb des Grabungsbereiches. Diese Anhäufung von Megalithanlagen ist die größte auf einem Gräberfeld in Südschweden. Das Präfix des Gemarkungsnamens (Döser entspricht dem dänischen Dysser und dem allgemeineren Begriff Dolmen) und eine Karte aus den 1770er-Jahren deutete eine ausgegangene Anlage an, aber der Fund übertraf alle Erwartungen. Obwohl alle Dolmen und ihre Einfassungen abgetragen waren, zeigte eine Konzentration von meist völlig intakten Kieselsteinsteifen und -ringen an, wo die Anlagen einst standen. Döserygg ragt wie eine Nase in ein altes Feuchtgebiet oder einen See. Die Reste der Grabbeigaben bestanden hauptsächlich aus Abschlägen, Äxten, Axtbruchstücken, Schabern und Scherbenmaterial. 
In der Nähe liegt die Skegriedösen und ein Langbett mit einem zeitgleich entstandenen Polygonaldolmen, der den abgetragenen Anlagen entspricht.